# Sven Digelius
Sven Johansson Digelius, född 1711 i Lidköping, död 16 maj 1755 i Stockholm, var en svensk kopparstickare och kyrkoherde.
Han var son till skolmästaren Johan Svensson Digelius och Margareta Persdotter samt gift med Anna Margareta Lampa. Han var farbror till Pehr Gustaf Floding.
Digelius blev student vid Kungliga Akademien i Åbo 1730 och vid Uppsala universitet 1735. Han disputerade i Uppsala på en avhandling om Husaby där han själv stuckit de medföljande gravyrerna. Han prästvigdes 1741.
Digelius var verksam som tecknings- och ritlärare vid Barnhuset i Stockholm 1737, andre lärare vid Klara kyrkskola 1743. Han utnämndes till kyrkoherde i Sävares pastorat i Västergötland 1754 men avled innan han hann tillträda befattningen.
Han utgav en skriften Figur-bibel om dalamålarnas motivinspiration.